# Grégoire Neels
Grégoire Neels,  est un footballeur belge, né le 2 août 1982 à Braine-l'Alleud. Il évolue actuellement à la Royale Union Saint-Gilloise comme défenseur.

## Biographie
Grégoire Neels commence sa carrière à l'AFC Tubize.
En 2007, il rejoint le club de Dender. Il découvre la 1re division avec ce club lors de la saison 2007-2008.
En 2008, il retourne à l'AFC Tubize, son club formateur. 
En 2015, Grégoire signe pour une durée de 2 saisons (+1 en option) à Royale Union Saint-Gilloise lors de la montée du club en division 2 "Proximus league"